# Anisorrhynchus
Anisorrhynchus är ett släkte av skalbaggar. Anisorrhynchus ingår i familjen vivlar.

## Dottertaxa tillAnisorrhynchus, i alfabetisk ordning[1]
- Anisorrhynchus alternans
- Anisorrhynchus aratus
- Anisorrhynchus arduus
- Anisorrhynchus bajulus
- Anisorrhynchus barbarus
- Anisorrhynchus barbatus
- Anisorrhynchus carinicollis
- Anisorrhynchus catenulatus
- Anisorrhynchus cornutus
- Anisorrhynchus costatus
- Anisorrhynchus curtus
- Anisorrhynchus elongatus
- Anisorrhynchus erosus
- Anisorrhynchus fallax
- Anisorrhynchus ferus
- Anisorrhynchus gallicus
- Anisorrhynchus hespericus
- Anisorrhynchus laufferi
- Anisorrhynchus maroccanus
- Anisorrhynchus monachus
- Anisorrhynchus multistriolatus
- Anisorrhynchus occidentalis
- Anisorrhynchus omissus
- Anisorrhynchus procerus
- Anisorrhynchus punctatosulcatus
- Anisorrhynchus scabratus
- Anisorrhynchus sculptilis
- Anisorrhynchus siculus
- Anisorrhynchus spoliatus
- Anisorrhynchus sturmi
- Anisorrhynchus sulcatulus
- Anisorrhynchus tuberculifer